# Bártfay József (író)
Bártfay József (Szabadka, 1812. január 11. – Pest, 1864. szeptember 19.) ügyvéd, író.

## Élete
Jogi tanulmányokat folytatott és ügyvédi pályára készült. Idősebb Rudics József bárónak, Bács megyei főispánnak volt huszonnégy éven át titkára. Megírta Szabadka történetét a Társalkodó című lapba (1843. 32–36. szám), amely a helytörténészek nélkülözhetetlen forrásául szolgál.

## Művei
- Zaránd és Tógul (dráma négy felvonásban, bemutatták 1834-ben Pozsonyban)
- Anejka (dráma, bemutatták 1837. január 11-én Szabadkán)